# Allmänna Sången

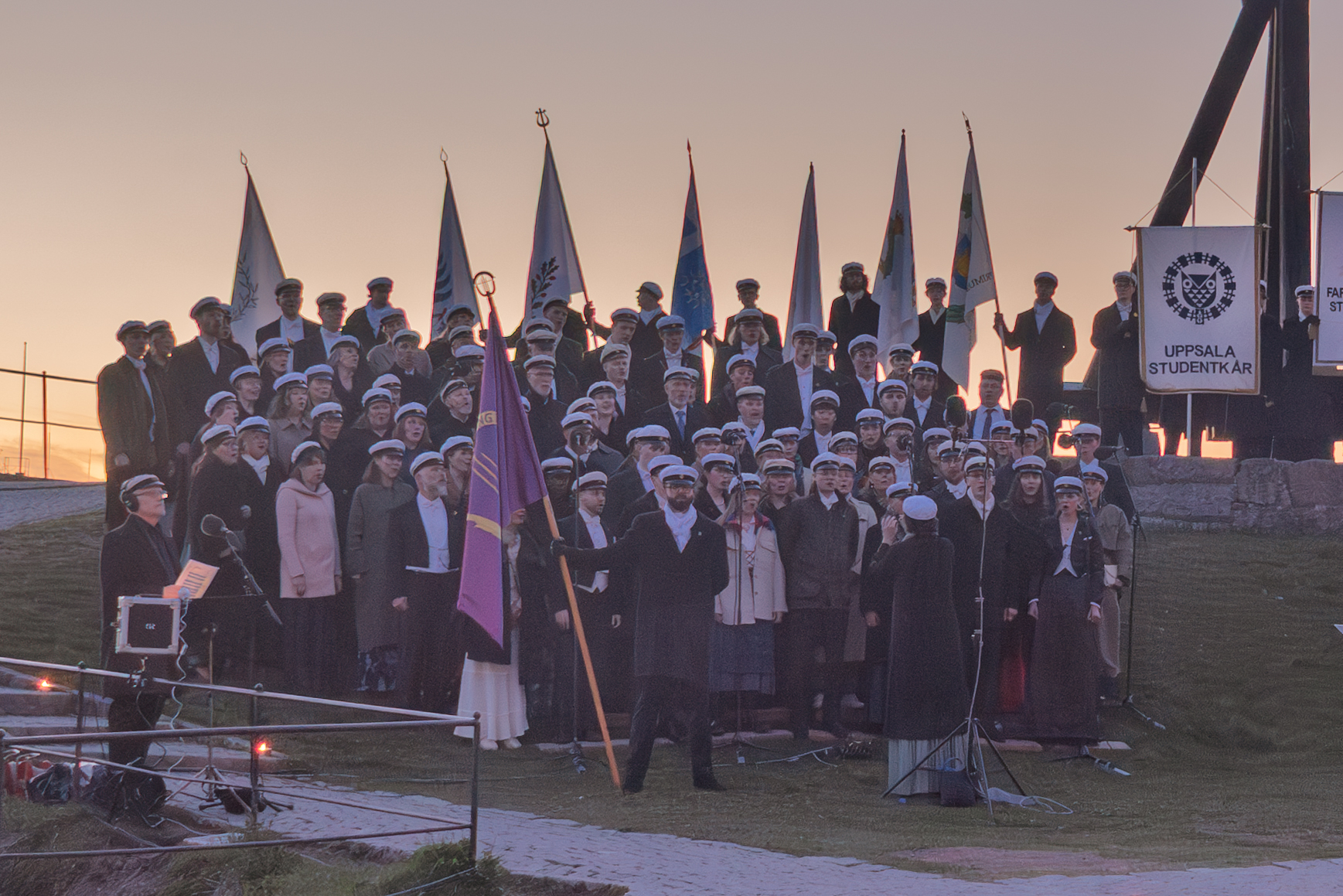
Allmänna sången under ledning av sin tidigare anförare Cecilia Rydinger vid det traditionella valborgsfirandet vid Gunillaklockan i Uppsala 2025.

Allmänna Sången (AS) är en kör, grundad 1830 som manskör, vid Uppsala universitet men ombildad till blandad kör 1963. Kören är Skandinaviens äldsta universitetskör och består av cirka 50 sångare. Förutom att återkommande göra konserter i Uppsala, reser kören inom och utom Sverige på turnéer, spelar in album och medverkar i media. Körens dirigent är Maria Goundorina.

## Om kören
Allmänna Sången från Uppsala räknas som en av Sveriges främsta körer och har vunnit Grand Prix i Béla Bartók-tävlingen i ungerska Debrecen 2004 samt European Grand Prix i bulgariska Varna i maj 2005. År 2002 turnerade kören i Kanada och 2007 genomfördes en turné till Mexiko där man bland annat framförde Beethovens 9:e symfoni. Körens repertoar är bred, men med visst fokus på musik från 1900-talet och framåt. Under de senaste åren har kören återkommande ägnat sig åt musik av kvinnliga, ofta samtida, tonsättare. Kören uruppför med viss förkärlek verk av unga tonsättare och har stått bakom flera beställningar och genom åren har artister som Peter Mattei, Esa-Pekka Salonen, Staffan Scheja, Kroumata, Håkan Hagegård och Anders Widmark samarbetat med kören på scenen och på skiva. Allmänna Sången anlitas ofta att medverka som underhållning vid olika festligheter. Till det mest framstående uppdraget kan räknas då kören utgjorde underhållningen i Blå hallen på Nobelbanketten 2005 i Stockholms stadshus med divertissemanget Floral Transformations.
Idag är den formella kopplingen till universitetet liten, men kören är en av de fyra körer som har ett formellt samarbete med Uppsala universitet och den vårdar vissa akademiska traditioner. Bland annat sjunger kören i Uppsala varje år på Gustav Adolfsdagen den 6 november vid obelisken i Odinslund. Svenska radiolyssnare kan sedan många år höra vårsånger från Uppsala slott med Allmänna Sången på Valborgsmässoaftonens kväll. Uppsala läns fv landshövding Peter Egardt är körens hedersordförande.
På Grammisgalan 2009 vann Allmänna Sången tillsammans med Anders Widmark en grammis i kategorin ”Årets klassiska” för albumet Resonanser. I augusti 2009 medverkade kören i Allsång på Skansen tillsammans med Svenska Lyxorkestern.
I januari 2010 tog Maria Goundorina över som Allmänna Sångens sånganförare efter Cecilia Rydinger. I oktober 2011 spelade Allmänna Sången in filmmusik till den kinesiska filmen The Flowers of War och turnerade i Kina i september 2012.

## Historia

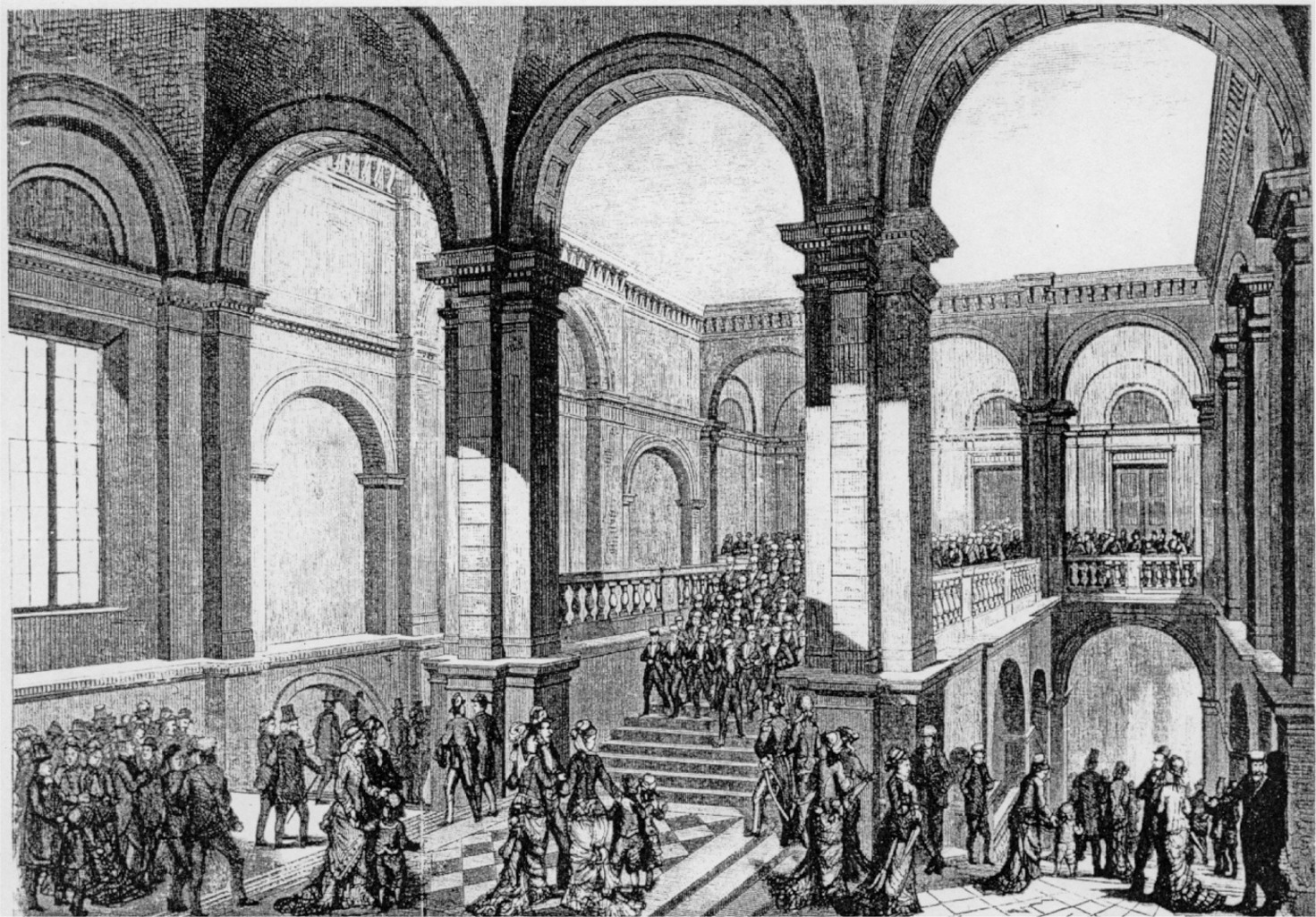
Trappmarschen i Carolinatrappan 1877.

Svensk manskörssång grundades i Uppsala år 1808 av Uppsala universitets director musices Johann Christian Friedrich Haeffner med dennes sång Under Svea banér, med svensk text av Samuel Ödmann. Detta resulterade flera olika sångargrupper vid studentnationerna som sjöng nationalromantiska sånger. Ett av dessa sällskap blev senare den allmänna sången, med medlemmar från alla studentnationer, som sjöng sporadiskt och i olika konstellationer. Sällskapets sammankomster var inte speciellt ordnade, och flera olika sånganförare ledde kören samtidigt.
Kören strukturerades för första gången ordentligt år 1830 ombord på ångfartyget Upsala av Otto Fredrik Tullberg. Tullberg manade fram alla män och ynglingar som kunde sjunga på båten och de stämde upp i ett flertal sånger (bland annat Vikingasäten, som än idag framförs på körens vårkonsert, fast med annan text och i blandad sättning, i den traditionella Trappmarschen). Efter sångerna höll han så ett anförande där han menade att det borde finnas en gemensam kör, över nationsgränserna, som skulle bli mera "mantalig och aktningsvärd". Alla skulle få kunna delta utan något sång- eller lämplighetsprov, något som ledde till att kören under sina tidiga år bestod av omkring 250 sångare, nära nog en tredjedel av universitetets studenter vid den tiden.
Det traditionella uppsaliensiska valborgsmässoaftonsfirandet med körsång på kvällen vid Uppsala slott startade 1823 då Våren är kommen av Eric Jacob Arrhén von Kapfelmann framfördes. Från början var det en mängd studenter som genomförde denna hälsning till våren. Med tiden övertogs traditionen av Allmänna Sången och förvaltas än idag. En ytterligare vårtradition är  Vårkonserten, som framfördes av Allmänna Sången för första gången i maj 1846 i Carolina Redivivas stora sal, där flertalet av körens konserter hölls innan Universitetshuset färdigställts 1887.
Carl Johan Laurin var körens sånganförare 1839–1843. Under hans första verksamma år skapade han Allmänna Sång-Föreningen i Upsala med körens första riktiga stadgar. År 1849 ombildades Studentföreningen i Uppsala och tog namnet Upsala studentkår samtidigt som körens officiella namn blev Upsala studentkårs allmänna sångförening, ett namn som förblev det officiella ända in på 1970-talet.  Då bytte kören namn till Allmänna Sången, som kören i dagligt tal hade kallats sedan den grundades. År 1963 ombildades kören från manskör till blandad kör av dirigent Nils-Olof Berg. Bland körens tidigare dirigenter hittar man namn som Gunnar Wennerberg, Hugo Alfvén, Robert Sund och Cecilia Rydinger.

## Konsertverksamhet
Allmänna Sången har två årligt återkommande inslag i sin konsertverksamhet: Jul på Slottet, som äger rum vid första adventshelgen på Uppsala slott och Vårkonserten i maj i Uppsala universitetsaula. Kören brukar dessutom ofta göra en konsert i oktober-november och en i mars, inte sällan på annan ort än Uppsala.
Allmänna Sången framträder därtill varje år vid obelisken i Odinslund i Uppsala på Gustav Adolfsdagen och vid Gunillaklockan på Valborgsmässoafton.

## Diskografi (under senare år)
- When Breathing Like a Bird (2021)
- Femina moderna (2016)
- Resonanser (2008)
- Candlelight Carols (2005)
- Frihetsmässa (2005)
- Årstider (1998)
- Carmina Burana (Chamber Version) (1995)
- Vårmusik och Romantik (1990)
- När gräset blir grönt (1988)
- African Sanctus (1987)

Medverkar på
- Original Motion Picture Soundtrack - The Flowers of War (2011)
- Svenska Lyxorkestern - En underbar tid med Svenska Lyxorkestern och vänner (2009)
- Kungliga Filharmonikerna - Distant Worlds: Music from Final Fantasy (2007)